# Robert Joseph Greene
Robert Joseph Greene (11 de enero de 1973) es un escritor canadiense de ficción romántica gay, conocido por su obra Historias de amor gay de todo el mundo, una colección de historias de amor gay con temas de más de 12 diferentes países. Cada historia representa una cultura y un pueblo. El libro fue catalogado por PFLAG Canada como un libro recomendado en su sección «Libros que vale la pena leer».
Uno de los cuentos de la colección Clásicos Iconos Gay (The Gay Icon: Classics of the World) es «Círculo de Oro de Halo» («Halo's Golden Circle»), una trágica historia de amor ambientada en la antigua Judea. El autor y erudito judío Steven Greenberg comentó que era una «bella historia».
Tras la publicación de The Gay Icon: Classics of the World II, en el año 2012, un grupo de estudiantes rusos tradujo uno de sus cuentos y lo utilizó como una protesta contra las leyes antigay recientemente promulgadas en San Petersburgo. Greene ha sido finalista de los Premios Literarios Lambda de 2012, en la categoría de novelas para adultos jóvenes.
En 2013, Greene ha dedicado su último libro, titulado ¿Te importaría?, a dos de sus líderes latinoamericanos favoritos: la presidenta argentina Cristina Fernández y el presidente uruguayo José Mujica, quienes recibieron una dedicatoria en el libro por su esfuerzo al promover la igualdad LGBT en sus respectivos países.

## Obras
- The Gay Icon Classics of the World
- The Gay Icon Contemporary Short Stories
- This High School has Closets
- Crossover: Straight Men – Gay Encounters
- The Gay Icon Classics of the World II
- Would You Mind?
- The Forbidden Scroll
- The Counting of Sins
- La secundaria tiene armarios: una historia de amor de un adolescente gay canadiense